# Jean-Baptiste Cardon
Jean-Baptiste Cardon (Rethel, 1760. – Szentpétervár, 1803. március 11.) francia hárfás, zeneszerző és hárfatanár, az orosz hárfaiskola egyik megalapítója és kiemelkedő alakja.

## Élete
Olasz eredetű zenészcsaládba született, eredeti nevük Cardoni volt. Apja, Jean-Guillain Cardon versailles-i udvari hegedűs, bátyja, Louis Stanislas Cardon csellista volt. Mindhárman zeneszerzéssel is foglalkoztak. A Cardonok közül vélhetően csak ő játszott hárfán.
1780-ban a család Párizsba költözött. Hamar elismert és népszerű muzsikus lett, részt vett a híres Concerts spirituels koncertjein is. 1785-ben d’Artois grófné (1756–1805) szolgálatába állt mint hárfatanár. Tanítványa volt Carl Renaudin is, aki három évtizeddel Mälzel előtt már feltalálta a metronómot. Ugyanebben az évben kiadta A hárfajáték iskolája című művét, Charlotte-Rosalie Pitrot színésznővel pedig összeházasodott.
1785-89 között Angliában és Mecklenburg-schwerinben élt, ebből az időből csak kevés adat maradt fenn róla. A Cousineau-cég katalógusa szerint zeneszerzői munkássága már 22 opusból állt. Mivel mind a francia, mind az angol uralkodó osztállyal jó kapcsolatai voltak, ezért 1789-ben, a francia forradalom kitörésekor elfogadta Nyikolaj Petrovics Seremetyev gróf meghívását és Oroszországba utazott.
Az első évben a gróf színházában játszott zenekari tagként. A színház Moszkvában és a gróf Moszkva-környéki birtokain működött. A zenekarban több külföldi és jobbágyszármazású orosz zenész is szerepelt. Egyik kiemelkedő tehetségű tanítványa a gróf titkos szeretője, az alacsony sorból származó Praszkovja Ivanovna Kovaljova-Zsemcsugova hárfás volt.
Hamarosan híre terjedt művészetének és Szentpétervárra hívták. 1790. szeptember 1-jén szerződést kötött a Cári Színházak Vezetőségével. Az udvari zenészeknek adható legnagyobb, 3000 rubel összegű fizetést ajánlották fel neki, cserébe az Ermitázs Színházban, a Városi Színházban és az udvari koncerteken kellett szerepelnie. Első fellépése az olasz zeneszerző, Giuseppe Sardi Oleg korai uralkodása című operájában volt.
1791-ben II. Katalin cárnő udvari zenekarában koncertmesteri beosztást kapott. Ugyanebben az évben felesége is Szentpétervárra érkezett. Felkérték, hogy játssza el az operaelőadások főszerepeit. Két hónap múlva azonban az asszony elhagyta az orosz fővárost és visszatért Franciaországba, mivel nem bírta a hideg éghajlatot és betegeskedett. A házastársak kapcsolata ezután végleg megszakadt. 1793-ban megismerkedett Maria Carolina Champeau-Grammon-nal, a párnak 1796-ban lánya született. Az élettársak 1801-ben kötöttek házasságot Gatcsinában római katolikus szertartás szerint.
1793-ban lejárt a szerződése, amit nem hosszabbított meg, bár a Sardi-operában 1795-ig még szerepelt. Önállóan koncertezett, zeneszerzéssel és hárfatanítással foglalkozott. Tanítványa volt többek között II. Katalin cárnő, Jelizaveta Alekszejevna cárné, I. Sándor cár felesége, továbbá Jelena Pavlovna Romanova nagyhercegnő, I. Pál cár egyik lánya. 1797-ben megalapította az első orosz hárfás folyóiratot Journal címmel. A lapban közkedvelt olasz ariettákat, saját szerzeményű dalokat, kisebb áriákat közölt átiratban.
Élete utolsó éveiről szintén kevés adat maradt fenn. Oroszországban nagy vagyonra tett szert, időnként még Seremetyev gróf is hozzáfordult kölcsönért. 1802-ben családjával hazalátogatott Franciaországba, majd hamarosan visszatért Szentpétervárra. Itt megbetegedett és 43 éves korában elhunyt.
Második felesége később perbe szállt a Cardon-családdal öröklésből folyó birtokvita miatt. Cardonnal kötött házasságának érvényességét nem ismerték el, a perből híres francia precedens jogi eset lett.

## Munkássága
Életrajzírói szerint döntő hatása volt a hárfa oroszországi népszerűsítésében, e mellett virtuóz hárfaműveivel a hangszeres játék fejlődésére is nagy hatással volt Európa-szerte. Kiemelik, hogy hárfaiskoláival ő adta a legnagyobb lökést a játéktechnika fejlődésének a 18-19. század fordulóján. Mivel az Érard-féle duplapedálos hárfa csak 1810-ben jelent, ezért munkássága természetszerűen a korlátozottan kromatikus, egyszeres mechanikájú hangszerhez kapcsolódott.
Cardon d’Artois grófnénak, a későbbi X. Károly feleségének, Mária Antóniának, a walesi hercegnek, valamint II. Katalin orosz cárnőnek ajánlott műveket. Ezzel udvari körökben is jelentős hatást fejtett ki a hárfa népszerűsítésében. A fiatal Cardonról Félicité de Genlis is megemlékezett memoárjaiban, azt írta róla, hogy korának egyik legtehetségesebb zeneszerzője volt. Szonátái, hárfa-hegedű szonátái a leghíresebbek.